# 小行星4261
小行星4261（4261 Gekko）是一颗绕太阳运转的小行星，为主小行星带小行星。该小行星于1989年1月28日发现。

## 轨道参数
小行星4261的轨道半长轴为2.7936165 UA，离心率为0.113。